# 平成16年台風第16号
平成16年台風第16号（へいせい16ねんたいふうだい16ごう、アジア名：チャバ〔Chaba、命名国：タイ、意味：ハイビスカス〕）は、2004年（平成16年）8月に発生し、日本各地、特に瀬戸内海を中心に大規模な高潮被害をもたらした台風である。後に、激甚災害に指定された。

## 概要

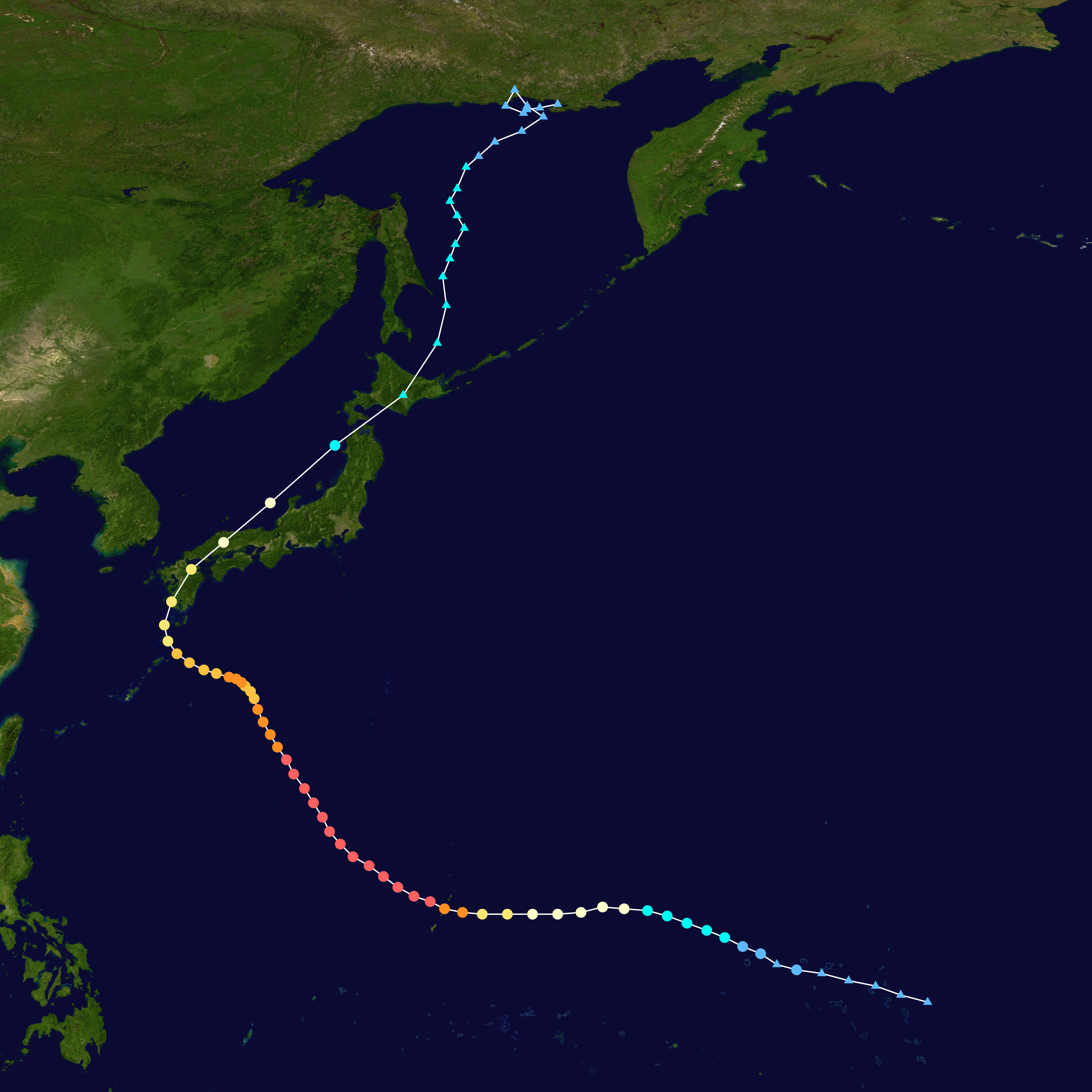
進路図

８月19日21時にマーシャル諸島近海で発生した台風16号は、23日にサイパン島の西で大型で猛烈な勢力となった。27日以降、日本の南海上をゆっくりと北西に進み、29日夜には九州の南海上で進路を北寄りに変え、30日10時前、鹿児島県串木野市（現在のいちき串木野市）付近に大型で強い勢力（中心気圧950hPa）で上陸し、九州を縦断した。17時半頃、山口県防府市付近に再上陸した後、中国地方から能登沖を、次第に速度を速めて強い勢力のまま北東に進んだ。その後やや勢力を弱め、31日に津軽海峡を通って、12時過ぎ、北海道函館市付近に再上陸し、15時に北海道東部で温帯低気圧に変わった。27日から31日にかけての期間降水量は、西日本の太平洋側で500mmを超え、台風上陸、接近に伴い各地で暴風となった。また、30日夜には、台風接近と大潮期間の満潮とが重なり、高松港や宇野港などで観測開始以来最も高い潮位を観測した。
この台風は、2004年の台風では最も強く、最盛期には中心気圧910hPa、最大風速55m/s（110knot）の猛烈な勢力だった。また、強風域や暴風域も広く、台風の中心から離れたところでも強い風が吹いた。さらに、気圧の低下や強い風の吹きつけ、そして大潮期間の満潮が大規模な高潮被害をもたらしたと考えられる。全国での死者は14人、行方不明者3人、負傷者269人と人的被害も大きかった。さらに、この台風の後の台風18号により、復興作業中の九州地方や中国・四国地方でさらに被害が広まった。
ちなみにこの台風において、「猛烈な勢力」であった期間は72時間に及び、1978年の台風26号に次いで、最大風速の記録が残る1977年以降で2番目に長い記録となった。
| 順位 | 台風                                    | 国際名   | 年     | 猛烈な勢力であった期間 |
| ---- | --------------------------------------- | -------- | ------ | ---------------------- |
| 1    | 昭和53年台風第26号                      | Rita     | 1978年 | 96時間                 |
| 2    | 平成30年台風第22号                      | Mangkhut | 2018年 | 90時間                 |
| 3    | 平成16年台風第16号                      | Chaba    | 2004年 | 78時間                 |
| 4    | 令和元年東日本台風 (令和元年台風第19号) | Hagibis  | 2019年 | 72時間                 |
| 4    | 昭和59年台風第22号                      | Vanessa  | 1984年 | 72時間                 |
| 4    | 昭和56年台風第22号                      | Elsie    | 1981年 | 72時間                 |
| 4    | 昭和54年台風第20号                      | Tip      | 1979年 | 72時間                 |
| 8    | 平成9年台風第24号                       | Joan     | 1997年 | 66時間                 |
| 9    | 平成24年台風第17号                      | Jelawat  | 2012年 | 60時間                 |
| 9    | 平成3年台風第28号                       | Yuri     | 1991年 | 60時間                 |
| 9    | 平成3年台風第23号                       | Ruth     | 1991年 | 60時間                 |

## 被害・記録
被害
- 死者: 14 名
- 行方不明者: 3 名
- 負傷者: 269 名
- 住家全壊: 30 棟
- 住家半壊: 92 棟
- 床上浸水: 16,840 棟
- 床下浸水: 29,785 棟

記録
- 最大瞬間風速: 58.3m/s（室戸岬）
- 最大風速：46.8m/s（室戸岬）
- 最低海面気圧：953.7hPa（枕崎）

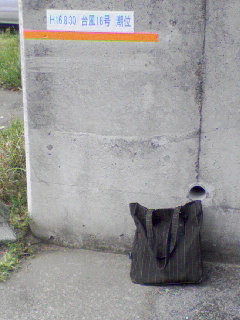
潮位を示すラインが被害の
大きさを物語る（高松市）

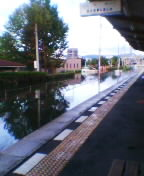
8月31日朝の琴電沖松島駅状況（高松市福岡町）

- 枕崎市では枕崎台風に次ぐ最大瞬間風速58.1m/sの東南東の暴風を観測[1][17]。

27日から31日にかけての期間降水量
- 西日本の太平洋側で500mm超

高潮の記録
高松市内の被害については高松市の歴史#台風16号 （2004年）を参照
- 8月30日夜には、台風接近と大潮期間の満潮とが重なったために、高松港、宇野港などで観測開始以来最も高い潮位を観測[16]。
- 岡山県玉野市では消防署、市役所、警察署が高潮で水没するなど甚大な被害をうける[16]。
- 両備バスでは、玉野営業所が冠水し、同営業所所属の47台全車が被災。